# Danh sách phố ma tại Hoa Kỳ
Đây là danh sách các phố ma tại Hoa Kỳ. Đó là những thị trấn nhỏ vẫn còn dân sinh sống, song dân số đã giảm đáng kể khiến thị trấn trở nên vắng vẻ. Có những phố ma ở Hoa Kỳ hoang vắng đến mức cây cối mọc rậm rạp che mất lối vào và nguy hiểm.

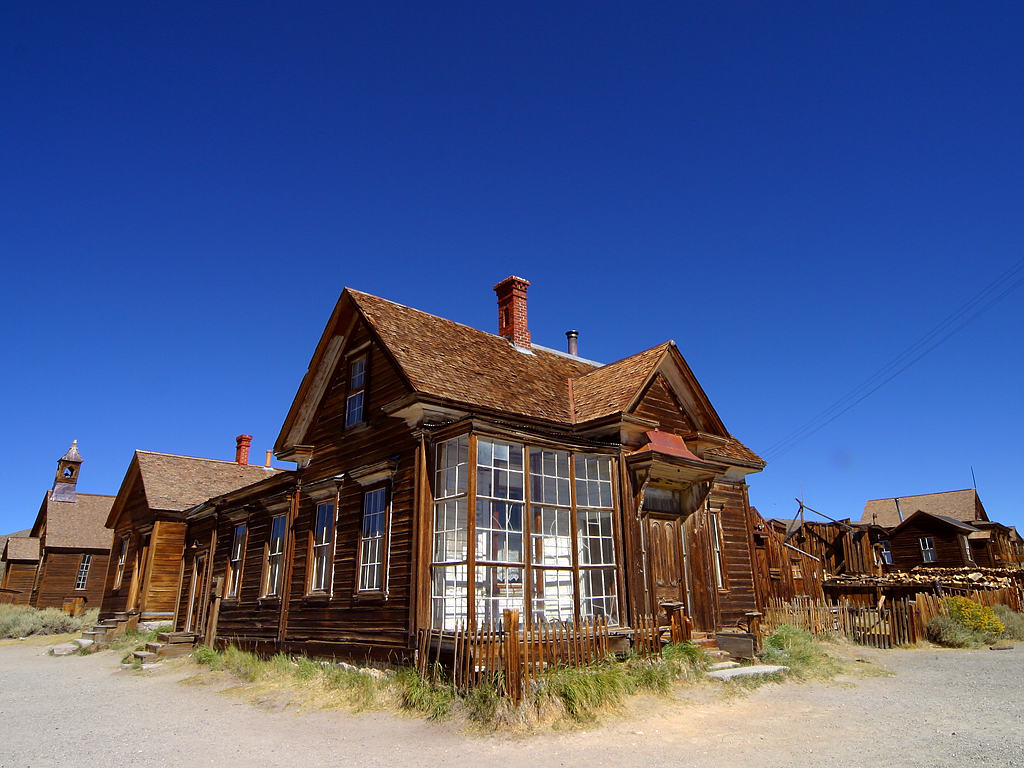
Bodie, California

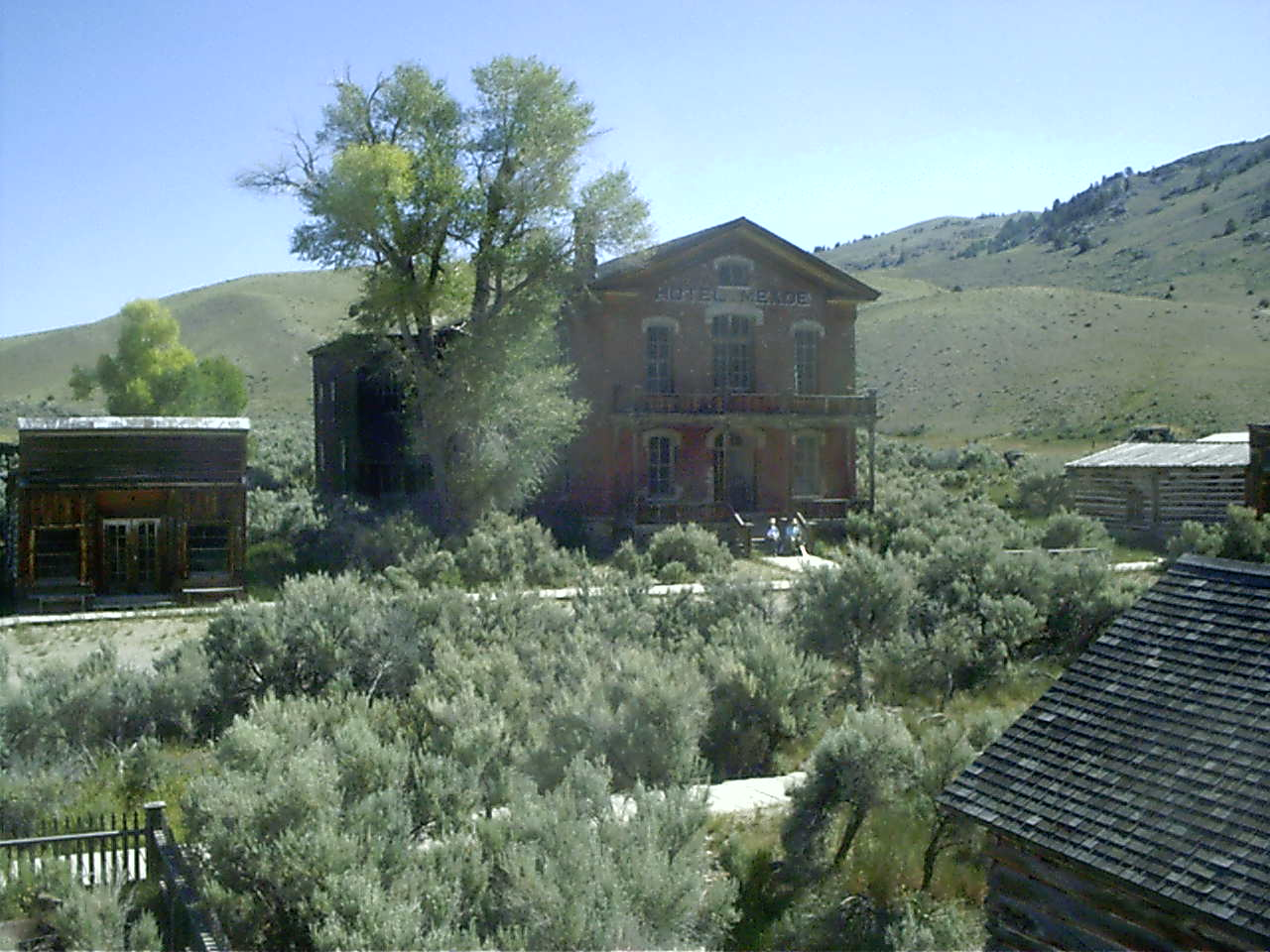
Bannack, Montana

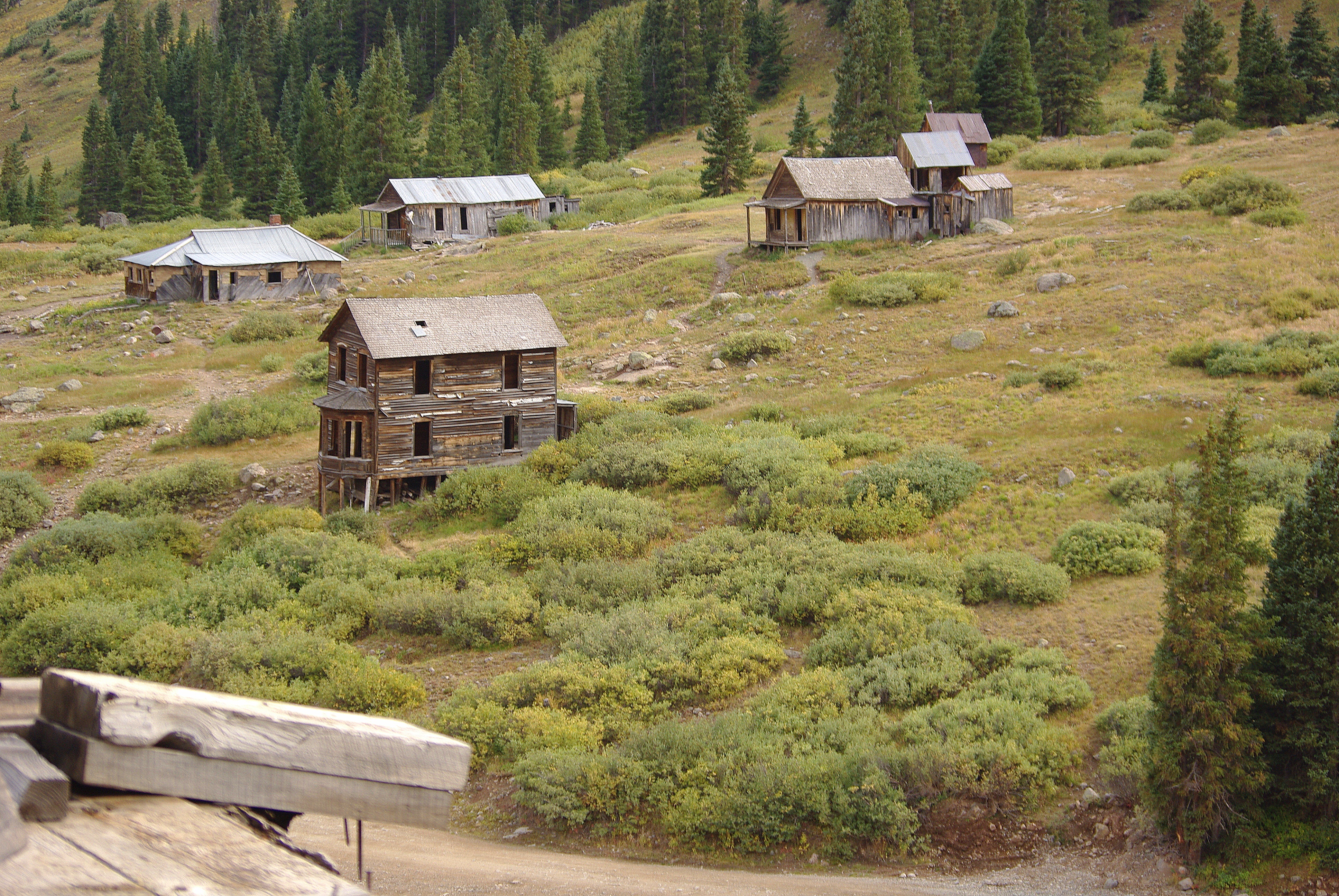
Animas Forks, Colorado

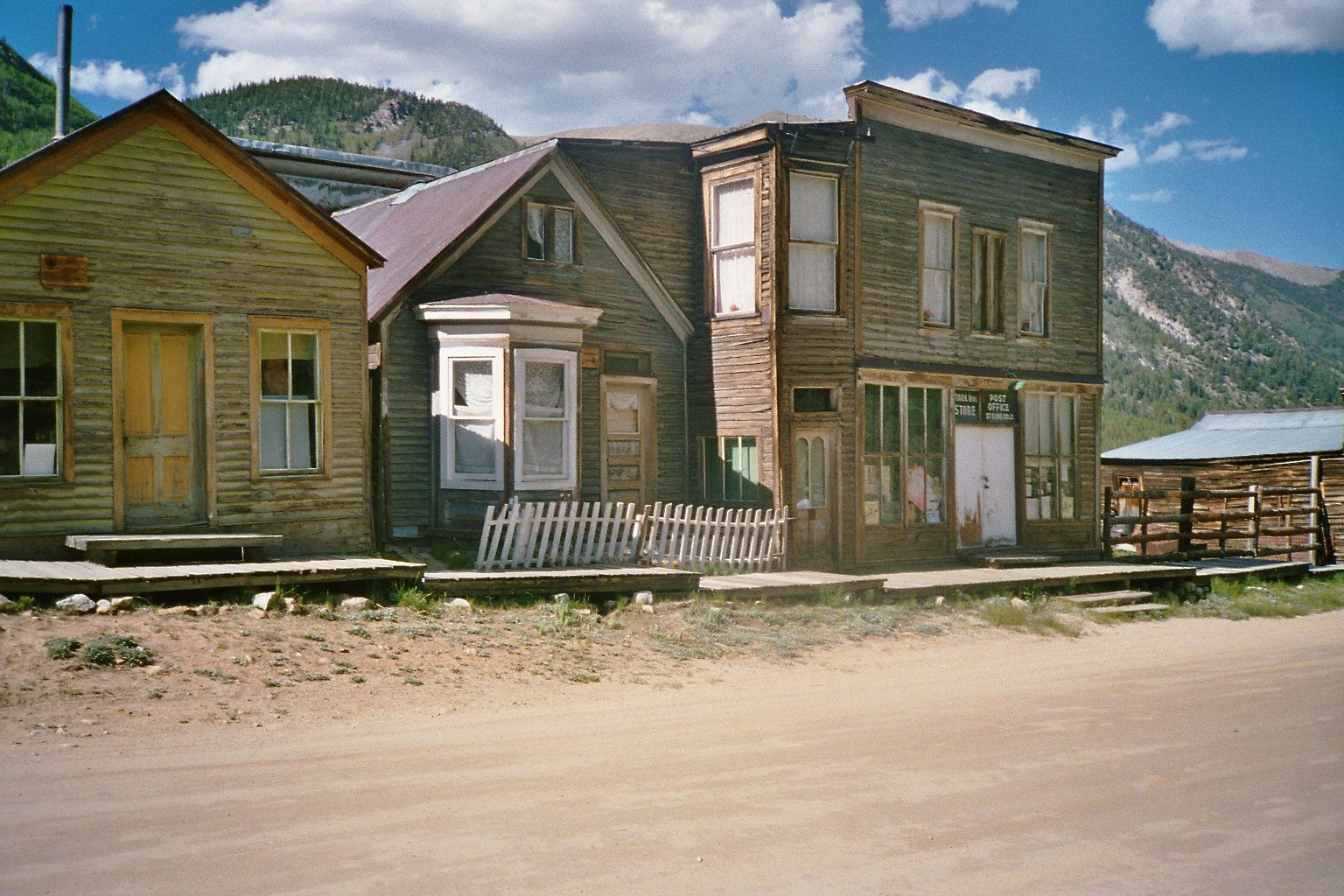
St. Elmo trong quận Chaffee, tiểu bang Colorado

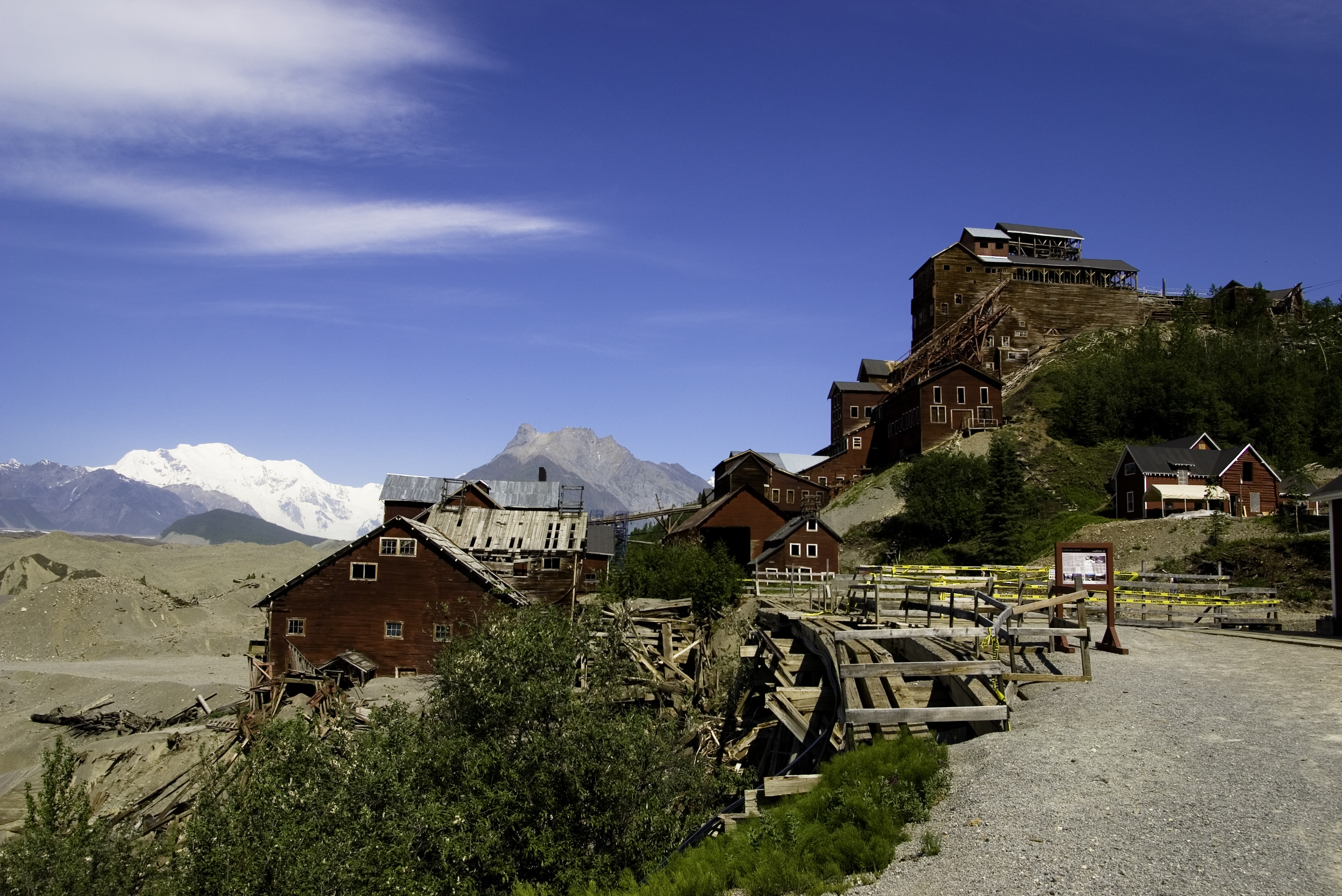
Kennicott, Alaska

| Alabama - Alaska - Arizona - Arkansas - California - Colorado - Connecticut - Delaware - Florida - Georgia - Hawaii - Idaho - Illinois - Indiana - Iowa - Kansas - Kentucky - Louisiana - Maine - Maryland - Massachusetts - Michigan - Minnesota - Mississippi - Missouri - Montana - Nebraska - Nevada - New Hampshire - New Jersey - New Mexico - New York - North Carolina - North Dakota - Ohio - Oklahoma - Oregon - Pennsylvania - Rhode Island - South Carolina - South Dakota - Tennessee - Texas - Utah - Vermont - Virginia - Washington - West Virginia - Wisconsin - Wyoming |

## Danh sách các phố ma theo tiểu bang

### Alaska
- Cape York
- Council
- Dyea
- Iditarod
- Independence Mine
- Katalla
- Kennicott
- Kern
- King Island
- Knik
- Mary's Igloo
- Ohagamiut
- Ophir
- Prospect Creek
- Seaside
- Snettisham
- Speel River
- Three Saints Bay

### Connecticut
- Bara-Hack
- Cuties Island
- Dudleytown
- Gay City
- Little People Village
- Pleasure Beach

### Delaware
- Banning
- Glenville
- New Market
- Owens Station
- Saint Johnstown
- Zwaanendael (khu định cư đầu tiên trong tiểu bang)

### Florida
- Acron, Florida
- Acton, Florida
- Allenhurst, Florida
- Andytown, Florida
- Anona, Florida
- Aurytown, Florida
- Bareah, Florida
- Barrsville, Florida
- Basinger, Florida
- Bay Harbor, Florida
- Bayport, Florida
- Bayview, Florida
- Bethany, Florida
- Birdon, Florida
- Brewster, Florida
- Bullowville, Florida
- Bunkerhill, Florida
- Castor Town, Florida
- Centralia, Florida
- Campville, Florida
- Chicora, Florida
- Citrus Center, Florida
- College Hill, Florida
- Columbus, Florida
- Cornwell, Florida
- Cosme, Florida
- Crewsville, Florida
- Cromanton, Florida
- Croom, Florida
- East Goose Creek, Florida
- Edgeville, Florida
- Eldora, Florida
- Ellaville, Florida
- Fivay, Florida
- Flamingo, Florida
- Fontaine, Florida
- Fort Brooke, Florida
- Fort Chokonikla, Florida
- Fort Dade, Florida
- Fort Dallas, Florida
- Fort Desoto, Florida
- Fort Drum, Florida
- Fort Jefferson, Florida
- Fort King, Florida
- Fort Kissimmee, Florida
- Fort Lonesome, Florida
- Fort Mose, Florida
- Gaiter, Florida
- Garfield, Florida
- Goodno, Florida
- Green Pond, Florida
- Gulf City, Florida
- Hague, Florida
- Hall City, Florida
- Hampton Springs, Florida
- Heidtville, Florida
- Hicora, Florida
- Hopewell, Florida
- Hopkins, Florida
- Indian Key, Florida
- Indian River City, Florida
- Island Grove, Florida
- Jane Jay, Florida
- Juliette, Florida
- Kenansville, Florida
- Kerr City, Florida
- Kicco, Florida
- Kismet, Florida
- Koreshan, Florida
- Kreamer Island, Florida
- Lake Fern, Florida
- Leno, Florida
- Liverpool, Florida
- Lulu, Florida
- Magnolia, Florida
- Manasota, Florida
- Manhattan, Florida
- Mannfield, Florida
- Mars, Florida
- Midland, Florida
- Montbrook, Florida
- Muscogee, Florida
- Negro Fort, Florida
- New Troy, Florida
- Newnansville, Florida
- Old Bethel, Florida
- Old California, Florida
- Old Venus, Florida
- Orsino, Florida
- Parmalee, Florida
- Parramore, Florida
- Pembroke, Florida
- Perky, Florida
- Peru, Florida
- Picnic, Florida
- Picture City, Florida
- Pigeon Key
- Pine Level, Florida
- Pittman, Florida
- Port Leon, Florida
- Port Tampa, Florida
- Punta Rassa, Florida
- Rattlesnake, Florida
- Ringgold, Florida
- Rochelle, Florida
- Romeo, Florida
- Rosewood, Florida
- Runnymede, Florida
- Rye, Florida
- Sandy, Florida
- Sardis, Florida
- Sherman, Florida
- Sisco, Florida
- Slighville, Florida
- Spray, Florida
- St. Francis, Florida
- St. Joseph, Florida
- Stage Pond, Florida
- Stanton, Florida
- Stiltsville, Florida
- Sulphur Springs, Florida
- Sumica, Florida
- Sun City, Florida
- Tasmania, Florida
- Tillman, Florida
- Torrey, Florida
- Traxler, Florida
- Troy, Florida
- Vandolah, Florida
- Verna, Florida
- Vicksburg, Florida
- Villa City, Florida
- Waterbury, Florida
- Welchton, Florida
- Welcome, Florida
- West Tocoi, Florida
- Willow, Florida
- Wilson, Florida
- Yamato Colony, Florida

### Georgia
- Allatoona
- Auraria
- Campbellton
- Ceney
- Chestatee
- Chubbtown
- Creighton
- Diamond
- Doctortown
- Ebenezer
- Ehpesus
- Esom Hill
- Everett Springs
- Felton
- Harnageville (còn được biết đến với tên Tate)
- Holland
- Jacksonboro
- Knucklesville
- Livingston
- Marblehill
- McWorther
- Mountain View
- Plunkett Town
- PoBiddy Crossroads
- Possum Trot
- Scull Shoals
- Sixes
- Spring Place
- Tilton
- Tyus
- Wax

### Hawaii
- Apua
- Kaimu
- Kalapana
- Kapoho
- Mana
- Waialee

### Idaho
- Bayhorse[1]
- Bonanza[1]
- Burke
- Cobalt[1]
- Comeback Mining Camp[1]
- Custer[1]
- De Lamar
- Florence
- Gilmore
- Golden Age camp[1]
- Idaho City[1]
- Leesburg[1]
- Mount Idaho
- Placerville[1]
- Rocky Bar
- Ruby City
- Sawtooth City[1]
- Silver City
- Strevell
- Vienna[1]
- Yellow Jacket[1]

### Illinois
- Anderson
- Barr
- Benjaminville
- Brush Point
- Bybee
- Cardiff
- Challacombe
- Clayville
- Clifford Eight
- Coltonville
- Comer
- Enos
- Evans
- Greenridge
- Green Rock
- Griggsville Landing
- Hagaman
- Horace
- Kankakee City
- Kaskaskia (cựu thủ phủ tiểu bang)
- Kumler
- Ledford
- Lemmon
- Macoupin
- McVey
- Miles Station
- Millsdale
- Morse
- Muddy
- Old Evansville
- Old Westville
- Orchard Place
- Papsville
- Parker City
- Reeders
- Riverview
- Rodden
- Santa Fe Park
- Schoper
- Stanchnikville
- Vishnu Springs
- Weston, Quận Kane
- Womac

### Indiana
- Baltimore
- Beeville
- Brisco
- Chatterton
- Chesapeake
- Collins
- Corwin (Quận Henry)
- Corwin (Quận Tippecanoe)
- Elkinsville
- Glen Hall
- Granville
- Heath
- Kickapoo
- Locust Grove
- Monument City (Quận Huntington)
- Point Pleasant
- Quaker
- Randall
- Sheff
- Sloan
- Toronto
- Tremont
- Walnut Grove
- Warrenton

### Iowa
- Bryantsburg
- Buxton
- Buchanan
- Conover
- Donnan
- Doris
- Dudley
- Elkport
- Green Island
- Littleport
- Motor
- National
- Shady Grove
- Siegel

### Kentucky
- Blue Heron
- Creelsboro
- Fudge
- Paradise
- Scuffletown

### Louisiana
- East Krotz Springs
- Elliot City
- Waterloo
- Ruddock

### Maine
- Flagstaff (Chìm dưới nước tạo thành  Flagstaff Lake)
- Perkins Township (Swan Island)

### Maryland
- Broad Creek
- Collington
- Lapidum
- Sinepuxent
- Wagner's Point

### Massachusetts
- Catamount
- Dana (Chìm dưới nước tạo thành  Quabbin Reservoir)
- Davis
- Dogtown
- Enfield (Chìm dưới nước tạo thành  Quabbin Reservoir)
- Greenwich (Chìm dưới nước tạo thành  Quabbin Reservoir)
- North Bridgewater (located in between the current towns of West Bridgewater và Brockton)
- Prescott (Chìm dưới nước tạo thành  Quabbin Reservoir)

### Michigan
Xem Danh sách phố ma tại Michigan.

### Minnesota
Xem Danh sách phố ma tại Minnesota.

### Mississippi
- Bankston
- Brewton
- Camargo
- Cotton Gin Port
- Gainesville
- Holmesville
- Napoleon
- Rocky Springs
- Rodney
- Wontierioniasiopolis
- Woolworth

### Missouri
- Arlington
- Bloodland
- Cookville
- Goldman
- Hamburg
- Howell
- Monark Springs
- Possum Trot
- Saint Annie
- Times Beach
- Toonerville
- Wayman
- Xenia

(Note: Hamburg, Howell, and Toonerville were all located in Quận St. Charles, Missouri.  All three towns became part of the Weldon Spring Ordnance Works in 1941 for WWII, which later became part of the Weldon Spring Site Remedial Action Project (WSSRAP))

### Montana
- Aldridge [1]
- Alton
- Argo
- Bannack
- Barker
- Bean
- Bear Creek
- Bearmouth
- Bowler
- Cable [1]
- Carter
- Castle City
- Coburg
- Coloma
- Comertown
- Comet
- Coolidge
- Corwin [1]
- Dooley
- Electric [1]
- Elkhorn
- Ewing
- Exeter
- Fox
- Garnet
- Giltedge
- Glendale
- Gold Creek
- Granite [1]
- Hassel
- Hecla
- Hillsboro
- Independence
- Ingomar
- Jardine [1]
- Kendall
- Keystone
- Kirkville [1]
- Landusky
- Laurin
- Lonetree
- Maiden
- Mammoth
- Marysville
- Maudlow
- Melrose
- Nevada City [1]
- Old Chico
- Pardee
- Pioneer, Quận Beaverhead
- Pioneer, Quận Powell
- Pony [1]
- Red Bluff [1]
- Red Lion [1]
- Rimini
- Rockvale
- Ruby [1]
- Ruby Gulch
- Silesia
- Silver Bow
- Sixteen
- Southern Cross
- Stark
- Storrs
- Sumatra
- Taft
- Thoeny
- Tower [1]
- Vananda
- Vandalia
- Virginia City [1]
- Washoe
- Wagner
- Wickes
- Zortman

### Nebraska
- Breslau
- De Soto
- DeWitty
- Dobytown
- Duff
- Omadi
- Pittsburg
- Rock Bluff
- Spring Ranche

### New Hampshire
- Beebe River
- Livermore
- Monson

### New Jersey
- Batsto Village (là một phố ma nhưng sau đó được biến đổi thành một bảo tàng ngoài trời)
- Deserted Village
- Double Trouble
- Quận Island Beach
- Ong's Hat
- Port Elizabeth (không nên nhầm lẫn với Elizabethport)
- Raritan Landing
- South Cape May+
- Whitesbog Village

### New Mexico
- Baldy Town
- Blackdom
- Bland
- Cabezon
- Chloride [3]
- Clairmont
- Cooney
- Dawson
- El Ojo Del Padre
- Elizabethtown
- Hermosa
- Gage
- Gobernador
- Gran Quivira (now part of the Salinas Pueblo Missions National Monument)
- Lake Valley
- Mentmore [4] (still has post office and zip code 87319)
- Mogollon
- Mowry
- Pinos Altos (High Pines). Still has some people there, located near Silver City
- Pittsburg
- Red Hill
- Santa Rita
- Shakespeare
- Steins
- Tyrone
- Vinegaroon (East of La Luz, Otero Co., at the mouth of La Borcita)

### New York
- Doodletown
- Tahawus
- Conklinville (Under Great Sacandaga Lake)
- Love Canal

### North Carolina
- Buffalo City
- Brunswick Town (former state capital)
- Cataloochee
- Diamond City
- Judson (Under Fontana Lake)
- Portsmouth
- Roanoke Colony
- Whitney Town, Quận Stanly, North Carolina (partially submerged by Badin Lake)

### North Dakota
- Alfred
- Aurelia
- Bently[5]
- Brisbane[6][7]
- Charbonneau
- Churchs Ferry
- Dogtooth.[8]
- Fort Buford
- Hartland
- Heaton
- Leipzig[5]
- Lonetree
- Melville
- Omeemee
- Petrel
- Sims
- Tagus
- Temple
- Temvik
- Van Hook
- Verendrye
- Wheelock

### Ohio
- Ai
- Atwood - Thị trấn nhỏ trong miền nam Quận Summit.
- Atwood - Thị trấn nhỏ trong Quận Carroll. Bị bỏ hoang để nhường chỗ cho Hồ Atwood trong nỗ lực kiểm soát lũ lụt
- Blowville
- Blue Ball
- Claylick, Quận Licking, Ohio nằm tại giao điểm của Claylick và sông Licking. Từng là một trong các thị trấn lớn nhất bị tàn phá, chính yếu bởi hai trận lụt năm 1919 và năm 1959. Sau trận lụt thứ hai, dự án Đập Dillan được tiến hành và phá hủy thị trấn.
- Elk Lick (Bị tàn phá và cho ngập nước sau khi xây Hồ William H. Harsha)
- Boston còn gọi là. "Helltown"
- Hibernia
- Ingham
- Knockemstiff
- Moonville
- New Burlington
- New Hampton
- Newville
- Oreton
- Providence
- Revenge
- Rumley [9]
- Rural Hill (Từng là thị trấn thịnh vượng nhưng bỏ hoang sau khi lò mổ địa phương (nơi mướn nhiều công nhân) đóng cửa)
- San Toy
- Tadmor [10]
- Sprucevale [11] (Thị trấn kênh bị bỏ hoang năm 1870 sau khi kênh đóng cửa. Các âu thuyền của kênh này vẫn còn tồn tại ngày nay)
- Utopia
- Winchester
- Wonderland

### Oklahoma
| Tên thị trấn       | Tên khác                            | Quận                 | Thành lập      | Giải thể       | Hiện trạng        | Ghi chú                                                                                               |
| ------------------ | ----------------------------------- | -------------------- | -------------- | -------------- | ----------------- | --- |
| Aaron              |                                     | Jackson              |                |                |                   | |
| Abbott             |                                     | Pushmataha           | 1897           | 1899           |                   | |
| Acme               |                                     | Grady                | 1911           | 1930           | Nơi bị quên lãng  | Phát triển quanh nhà máy điện và nhà máy chế tạo chất thạch cao và xi măng.                           |
| Adamson            |                                     | Pittsburg            |                |                |                   | Trước đây là thị trấn khu mỏ than nằm ở phía đông Oklahoma                                            |
| Addington          |                                     | Jefferson            | thập niên 1890 | present        | Cộng đồng lịch sử | |
| Agawam             |                                     | Grady                | 1909           | 1919           |                   | |
| Alhambra           |                                     | Johnston             | 1896           | 1904           | Nơi khô cằn       | |
| Alluwe             | Lightning Creek                     | Nowata               | 1872           | thập niên 1950 | Nơi khô cằn       | Do người da đỏ Delaware thành lập. Được dời về New Alluwe sau khi Hồ chứa nước Oologah được xây dựng. |
| Alpha              |                                     | Kingfisher           | 1893           | 1903           |                   | |
| America            | Moon                                | McCurtain            | 1903           | 1944           | Nơi bị quên lãng  | |
| Alsuma             |                                     | Tulsa                | 1906           | 1926           |                   | |
| Antioch            |                                     | Garvin               | 1895           | 1932           |                   | |
| Arthur             |                                     | Stephens             | 1890           | 1934           |                   | |
| Autwine            | Pierceton, Arta, Virginia City      | Kay                  | 1894           | 1930           | Nơi khô cằn       | |
| Avard              |                                     | Woods                | 1904           | still present  | Nơi bán bỏ hoang  | |
| Avery              | Quận Mound                          | Lincoln              | 1902           | 1957           | Nơi bị quên lãng  | |
| Avoca              | Asher                               | Pottawatomie         | 1894           | 1906           |                   | |
| Bailey             |                                     | Grady                |                |                |                   | Thị trấn toàn người da đen.                                                                           |
| Bathsheba          |                                     |                      |                |                |                   | |
| Beck               |                                     |                      |                |                |                   | |
| Beer City          | White City                          | Texas                | 1888           | 1890           | Nơi khô cằn       | |
| Bell               |                                     | LeFlore              | 1891           | 1897           |                   | |
| Benton             |                                     | Beaver               | thập niên 1880 | 1920           | Nơi khô cằn       | |
| Bernice            | Needmore                            | Delaware             | thập niên 1880 | 1941           | Nơi khô cằn       | Nơi thị trấn trước đây đã bị ngập nước vì xây hồ Grand Lake o' the Cherokees.                         |
| Bethel             |                                     | Grant                | 1895           | 1895           |                   | |
| Bickford           |                                     | Blaine               | 1904           | 1927           | Nơi khô cằn       | Nơi này hiện nay nằm trong Công viên Tiểu bang Roman Nose                                             |
| Big Canyon         | Arbuckle                            | Murray               |                | 1961           |                   | |
| Big Cedar          | Bigcedar                            | LeFlore              | 1903           | 1943           |                   | |
| Blackburn          |                                     | Pawnee               | 1893           | 1960           | Nơi bán-bỏ hoang  | |
| Boggy Depot        | Old Boggy Depot                     | Atoka                | 1837           | 1883           | Nơi khô cằn       | Bây giờ nằm trong Công viên Tiểu bang Boggy Depot                                                     |
| Bookertee          |                                     | Okfuskee             |                |                |                   | Thị trấn toàn người da đen.                                                                           |
| Braithwaite        |                                     | Washita              | 1910           | 1923           |                   | |
| Bridgeport         |                                     | Caddo                | thập niên 1890 | hiện nay       | Nơi bán-bỏ hoang  | |
| Brinkman           |                                     | Greer                | 1910           | 1965           | Nơi bỏ hoang      | |
| Bromide            | Juanita, Zenobia                    | Coal, Johnston       | 1905           | hiện nay       | Cộng đồng lịch sử | |
| Burke City         |                                     | Okfuskee             |                |                |                   | |
| Button Springs     |                                     | Johnston             |                |                |                   | |
| Canadian Colored   |                                     |                      |                |                |                   | Thị trấn toàn người da đen.                                                                           |
| Carpenter          |                                     | Roger Mills          |                |                |                   | |
| Cayuga             |                                     | Delaware             | 1884           | 1913           | Nơi bán-bỏ hoang  | |
| Center             |                                     | Pontotoc             | thập niên 1880 | 1900           | Nơi bán-bỏ hoang  | Bị lửa thiêu cháy. Nơi củ cách cộng động Center mới khoảng 1/2 dặm về phía bắc.                       |
| Centralia          | Lucas                               | Craig                |                |                | Nơi bán-bỏ hoang  | |
| Cestos             |                                     | Dewey                | 1898           | 1923           | Nơi bán-bỏ hoang  | |
| Chahta Tamaha      | Armstrong Academy                   | Bryan                | 1844           | 1920           | Nơi khô cằn       | Cựu thủ phủ của Xứ Choctaw                                                                            |
| Charleston         |                                     | Harper               |                |                |                   | |
| Chase              |                                     |                      |                |                |                   | Thị trấn toàn người da đen.                                                                           |
| Cheek              |                                     |                      |                |                |                   | |
| Cherokee Town      |                                     | Garvin               | 1874           | 1877           | Nơi khô cằn       | |
| Chism              |                                     | McClain              |                |                |                   | |
| Chisholm Spring    |                                     | Pottawatomie         |                |                |                   | |
| Citra              |                                     | Hughes               |                |                |                   | |
| Clarkson           |                                     | Payne                |                |                |                   | |
| Clebit             |                                     |                      |                |                |                   | |
| Clemscott          |                                     | Carter               |                |                |                   | Một trại khai thác dầu nằm trong khu dầu mỏ Healdton.                                                 |
| Cloud Chief        | Tacola                              | Washita              | 1892           | 1964           | Nơi bỏ hoang      | Cựu quận lỵ của Quận Washita.                                                                         |
| Cohn               |                                     | Pushmataha           |                |                |                   | |
| Cold Springs       |                                     | Kiowa                | 1903           |                | Nơi khô cằn       | San bằng để xây Hồ chứa nước Tom Steed.                                                               |
| Conditville        |                                     | Stephens             |                |                |                   | |
| Cooperton          |                                     | Kiowa                | 1903           | cho đến nay    | Nơi bán-bỏ hoang  | |
| Corbett            |                                     | Cleveland            | 1893           | thập niên 1930 | Nơi bị quên lãng  | |
| Corner             |                                     | Pottawatomie         | 1903           | 1906           |                   | |
| Cowboy Flats       | Campbell, Pleasant Valley           | Logan                |                |                |                   | |
| Cox City           |                                     | Grady                | 1927           | 1964           |                   | |
| Cross              |                                     |                      |                |                |                   | |
| Crum Creek         |                                     | Pushmataha           |                |                |                   | |
| Dale               |                                     | Pottawatomie         |                |                |                   | |
| Dawson             |                                     | Tulsa                |                |                |                   | |
| Denoya             | Whizbang                            |                      |                |                |                   | |
| Dillard            |                                     | Carter               |                |                |                   | |
| Doaksville         |                                     | Choctaw              | 1847           | 1903           | Nơi khô cằn       | Choctaw capital from 1850-1863.                                                                       |
| Doby Springs       | Bellaire                            | Harper               | 1907           | 1922           |                   | |
| Douglas City       |                                     | Oklahoma             | 1894           |                |                   | Cộng đồng người da đen                                                                                |
| Douthat            | Century                             | Ottawa               |                |                | Nơi bị quên lãng  | |
| Downs              |                                     | Kingfisher           | 1889           | 1900           |                   | |
| Eagle City         |                                     | Blaine               |                |                |                   | |
| Eagletown          | Eagle, Eagle Town                   | McCurtain            | 1834           |                |                   | Moved to present site in 1920.                                                                        |
| Eddy               |                                     | Kay                  |                |                |                   | |
| Empire             |                                     | Stephens             |                |                |                   | |
| Erin Springs       |                                     | Garvin               |                |                |                   | |
| Eubanks            |                                     | Pushmataha           |                |                |                   | |
| Eschiti            |                                     |                      |                |                |                   | |
| Fallis             |                                     | Lincoln              | 1892           |                | Nơi bỏ hoang      | |
| Fame               |                                     | McIntosh             |                |                |                   | |
| Fennell            |                                     | Choctaw              |                |                |                   | |
| Ferguson           |                                     |                      |                |                |                   | Thị trấn toàn người da đen.                                                                           |
| Fisher             | Fisher's Bottom, Fisherman's Bottom | Tulsa                |                |                |                   | |
| Fleetwood          |                                     | Jefferson            |                |                |                   | |
| Foraker            |                                     | Osage                | 1903           |                |                   | |
| Foss               |                                     | Washita              | 1900           |                |                   | |
| Fowlerville        |                                     | McCurtain            |                |                |                   | |
| Francis            | Newton                              | Pontotoc             |                |                | Cộng đồng lịch sử | |
| Frazer             |                                     | Jackson              |                |                |                   | Relocated to higher ground and renamed Altus                                                          |
| Garnetville        |                                     | Oklahoma             | 1892           |                |                   | |
| Gas City           |                                     | Stephens             |                |                |                   | |
| Gee                |                                     | Pushmataha           |                |                |                   | |
| Gene Autry         | Lou, Dresden, Berywn                | Carter               | 1883           | present        |                   | |
| Gibson Station     |                                     |                      |                |                |                   | Thị trấn toàn người da đen.                                                                           |
| Glenwood           |                                     | Oklahoma             |                |                |                   | |
| Gotebo             |                                     | Kiowa                |                |                | Nơi bán-bỏ hoang  | |
| Grand              |                                     | Ellis                | 1892           | 1943           |                   | Cựu quận lỵ của Quận Day.                                                                             |
| Gumbo Pit          |                                     | Oklahoma             |                |                |                   | |
| Hale               |                                     | Tulsa                |                |                |                   | |
| Hanson             |                                     | LeFlore              |                |                |                   | Flooded by Arkansas River.                                                                            |
| Harrison           |                                     | Sequoyah             | 1908           | 1912           |                   | |
| Helsel             |                                     | Cleveland            |                |                |                   | |
| Hext               |                                     | Beckham              | 1901           | 1902           |                   | Along historic Route 66.                                                                              |
| Hochatown          |                                     | McCurtain            |                |                |                   | |
| Hockerville        |                                     | Ottawa               | 1916           |                | Nơi bị quên lãng  | |
| Holder             |                                     |                      |                |                |                   | |
| Hollister          |                                     | Tillman              |                |                |                   | |
| Hope               |                                     | Stephens             |                |                |                   | |
| Hoxbar             |                                     | Carter               |                |                |                   | |
| Humphreys          |                                     | Jackson              |                |                | Nơi bán-bỏ hoang  | |
| Huntville          |                                     | Kingfisher           |                |                | Nơi khô cằn       | |
| Indiahoma          |                                     | Grady                |                |                |                   | |
| Indianapolis       |                                     | Grady                |                |                |                   | |
| Independence       |                                     | Custer               | 1892           | 1922           |                   | |
| Ingalls            |                                     | Payne                | 1889           |                |                   | |
| Ingersoll          |                                     | Alfalfa              |                |                |                   | |
| Iron Post          |                                     | Creek                |                |                |                   | |
| Jefferson          |                                     | Grant                |                | 1887           |                   | |
| Jennings           |                                     | Pawnee               |                |                |                   | |
| Jester             |                                     | Greer                |                |                |                   | |
| Johns              |                                     | Pushmataha           |                |                |                   | |
| Jumbo              |                                     | Pushmataha           | 1906           |                |                   | Named for Jumbo Asphalt Company.                                                                      |
| Kell City          |                                     |                      |                |                |                   | |
| Keokuk Falls       |                                     | Pottawatomie         | 1892           | 1918           |                   | |
| Keystone           | Appalachia                          | Pawnee               |                |                |                   | Flooded by Keystone Lake.                                                                             |
| Kiamichi           |                                     | Pushmataha           |                |                |                   | |
| Kibby              |                                     | Harper               |                |                |                   | |
| Kosoma             |                                     | Pushmataha           | 1888           | 1854           |                   | |
| Kusa               |                                     | Okmulgee             | 1916           | 1936           |                   | |
| Lacey              |                                     | Kingfisher           | 1890           | 1909           |                   | |
| Lake Creek         |                                     |                      |                |                |                   | |
| La Kemp            | Lakemp                              | Beaver               | 1909           | 1919           |                   | |
| Lehigh             |                                     | Coal                 | 1882           | still present  | Nơi bán-bỏ hoang  | Từng là quận lỵ của Quận Coal.                                                                        |
| Lenna              |                                     |                      |                |                |                   | |
| Lenora             | Lanora                              |                      |                |                |                   | |
| Liberty            |                                     | Nobel                | 1893           |                |                   | Thị trấn toàn người da đen.                                                                           |
| Lone Pine          |                                     |                      |                |                |                   | |
| Lone Star          | Lonestar                            | Custer               | 1895           | 1904           |                   | |
| Loveland           | Harriston                           | Tillman              | 1908           |                | Nơi bán-bỏ hoang  | |
| Lovell             | Perth                               | Logan                | 1889           | 1957           |                   | |
| Lugart             |                                     | Jackson              | 1902           | 1950           |                   | Cleared for Lake Altus-Lugart Reservoir                                                               |
| Lyceum             |                                     | Pushmataha           |                |                |                   | |
| Lyman              |                                     |                      |                |                |                   | |
| Magee              |                                     |                      |                |                |                   | |
| Marina             |                                     |                      |                |                |                   | |
| Marshall Town      |                                     |                      |                |                |                   | Thị trấn toàn người da đen.                                                                           |
| Mayes              |                                     | Adair                | 1883           | 1896           | Nơi bỏ hoang      | Formed around Flint Courthouse, Flint District, Cherokee Nation.                                      |
| Maxwell            |                                     |                      |                |                |                   | |
| Meers              |                                     | Comanche             | 1902           |                | Nơi bỏ hoang      | |
| Miller Court House |                                     | McCurtain            |                |                |                   | |
| Milton             | Needmore                            | LeFlore              | 1870           | thập niên 1950 | Nơi bị quên lãng  | Site of the Milton Colony.                                                                            |
| Mineral            | Mineral City                        | Cimarron             | 1886           | 1911           |                   | |
| Moral              |                                     |                      |                |                |                   | |
| Mouser             |                                     | Texas                | 1928           |                |                   | |
| Navajoe            |                                     | Jackson              | 1887           |                |                   | |
| New Spring Place   |                                     |                      |                |                |                   | |
| Newby              |                                     |                      |                |                |                   | |
| Nicksville         |                                     | Sequoyah             | 1828           | 1829           |                   | Cựu quận lỵ của Quận Lovely, Arkansas. Site of Dwight Mission.                                        |
| Nolia              |                                     | Pushmataha           |                |                |                   | |
| Non                | Cannon                              | Hughes               | 1901           | 1954           | Nơi bỏ hoang      | |
| North Fork         | North Fork Town                     |                      |                |                |                   | Thị trấn toàn người da đen.                                                                           |
| Oakdale            |                                     |                      |                |                |                   | |
| Oak Wall           |                                     |                      |                |                |                   | |
| Oil City           | Wheeler                             | Carter               |                |                |                   | A Healdton Oil Field camp.                                                                            |
| Old Kaw City       |                                     |                      |                |                |                   | |
| Olney              | Parmicho                            | Coal                 |                |                |                   | |
| Omega              |                                     | Kingfisher           |                |                |                   | |
| Orr                |                                     | Love                 | 1892           | 1957           | Nơi bị quên lãng  | |
| Paw Paw            |                                     | Sequoyah             | 1882           | 1915           |                   | |
| Park Hill          |                                     | Cherokee             | 1838           |                |                   | |
| Parkland           |                                     |                      |                |                |                   | |
| Parkersburg        |                                     | Custer               | 1901           | 1906           | Nơi khô cằn       | |
| Parr               |                                     | Grady                | 1883           |                |                   | |
| Pavilion           |                                     | Murray               |                |                |                   | |
| Perryville         |                                     |                      |                |                |                   | |
| Phroso             |                                     | Major                | 1900           | 1937           | Nơi bị quên lãng  | |
| Picher             |                                     | Ottawa               | 1915           | 2009           | Abandoned         | Large zinc mining town.                                                                               |
| Pine Valley        |                                     | LeFlore              | 1926           | 1953           | Nơi bị quên lãng  | |
| Piney              |                                     | Adair                | 1824           |                |                   | Cherokee Nation capital from 1824-1828.                                                               |
| Prot               |                                     | Washita              | 1901           |                |                   | |
| Provine            |                                     |                      |                |                |                   | |
| Quay               | Lawson                              | Pawnee, Payne        | 1894           |                |                   | |
| Pyramid Corners    |                                     |                      |                |                |                   | |
| Quinlan            |                                     |                      |                |                |                   | |
| Radium Town        |                                     |                      |                |                |                   | |
| Redden             |                                     | Atoka                |                |                |                   | |
| Redland            |                                     |                      |                |                |                   | |
| Reed               |                                     | Quận Greer, Oklahoma | 1892           |                | Nơi bán-bỏ hoang  | |
| Reeding            |                                     |                      |                |                |                   | |
| Reno City          |                                     |                      |                |                |                   | |
| Richards Spur      |                                     | Comanche             |                |                | Nơi bán-bỏ hoang  | |
| Roxana             |                                     | Logan                |                |                |                   | |
| Rodney             |                                     | Pushmataha           |                |                |                   | |
| Roy Rogers         |                                     |                      |                |                |                   | |
| Sacred Heart       |                                     | Pottawatomie         |                |                |                   | |
| San Bernardo       | Petersburg                          | Jefferson            |                |                |                   | |
| Sante Fe           |                                     |                      |                |                |                   | |
| Sardis             |                                     | Pushmataha           |                |                |                   | |
| Scipio             |                                     | Pittsburg            |                |                |                   | |
| Shamrock           |                                     |                      |                |                |                   | |
| Silver City        |                                     | Creek                |                |                |                   | |
| Smackover          |                                     | Kay                  |                |                | Nơi khô cằn       | |
| Stecker            |                                     | Caddo                |                |                |                   | |
| Sumpter            |                                     | Kay                  |                |                |                   | |
| Stuart             |                                     | Hughes               |                |                |                   | |
| Texanna            |                                     | McIntosh             | 1839           |                |                   | |
| Texola             | Texokla, Texoma                     | Beckham              |                |                |                   | On old Route 66.                                                                                      |
| Three Sands        |                                     | Kay, Noble           |                |                |                   | |
| Trousdale          |                                     | Pottawatomie         |                |                |                   | |
| Tuskegee           |                                     | Creek                |                |                |                   | |
| Uncas              |                                     | Kay                  |                |                |                   | |
| Violet Springs     |                                     |                      |                |                |                   | |
| Washunga           |                                     | Kay                  |                |                |                   | |
| Warwick            |                                     |                      |                |                |                   | |
| Webb               |                                     | Dewey                |                |                | Nơi bán-bỏ hoang  | |
| Wellston Colony    |                                     |                      |                |                |                   | Thị trấn toàn người da đen.                                                                           |
| White Bead         |                                     | Garvin               |                |                |                   | |
| Wildman            |                                     | Kiowa                |                |                |                   | |
| Wirt               | Ragtown                             | Carter               | 1913           | present        |                   | Incorporated into Healdton.                                                                           |
| Witcher            |                                     | Oklahoma             |                |                |                   | |
| Wolf               |                                     | Seminole             |                |                | Nơi bán-bỏ hoang  | |
| Womack             |                                     | McClain              | 1899           | 1909           | Nơi khô cằn       | |
| Woodford           | Bywater                             | Carter               |                |                |                   | |
| Wybark             |                                     |                      |                |                |                   | Thị trấn toàn người da đen.                                                                           |
| Yewed              |                                     | Alfalfa              |                |                |                   | |
| Yonkers            |                                     | Wagoner              |                |                |                   | |
| Zena               |                                     | Delaware             |                |                |                   | |
| Zincville          |                                     | Ottawa               |                |                |                   | |

### Oregon
- Andrews
- Antelope[1]
- Arrow
- Ashwood[1]
- Auburn
- Austin
- Blitzen[21]
- Boones Ferry (subsumed by Wilsonville)
- Bourne
- Boyd[1]
- Bridal Veil
- Buffalo
- Buncom
- Butteville
- Cascadia
- Champoeg
- Cliff
- Connley
- Cornucopia
- Danner
- Ellendale
- Fleetwood
- Flora
- Friend
- Galena[1]
- Golden[1]
- Granite[1]
- Greenback[1]
- Greenhorn
- Hardman
- Horse Heaven[1]
- Idiotville
- Jimtown
- Kernville
- Kinzua
- Latourell
- Lime[22]
- Loma Vista
- Lonerock[1]
- Ordnance
- Ortley
- Placer[1]
- Richmond[1]
- Shaniko[1]
- Sink
- Sparta
- Sterlingville
- Sumpter[1]
- Susanville[1]
- Valsetz
- Viewpoint
- Waldo
- Whitney[1]
- Woodrow
- Zena

### Pennsylvania
- Azilum
- Barclay
- Blackwood
- Byrnesville
- Celestia
- Centralia
- Eckley
- Frick's Lock
- Gold Mine
- Ingleby
- Laquin
- Livermore
- Masten
- Peale
- Pithole
- Rausch Gap
- Red Hot
- Scotia
- Somerfield
- Stringtown
- Wehrum
- Yellow Spring

### Rhode Island
- Hanton City

### South Carolina
- Andersonville
- Dorchester
- Dunbarton
- Ellenton
- Hamburg
- Hawthorne
- Leigh
- Meyers Mill
- Mettzendorf
- Newell
- Robbins

### South Dakota
- Ardmore
- Emmet
- LeBeau
- Manchester
- Minnesela

### Tennessee
- Beardstown
- Cades Cove
- Devonia
- Elkmont
- Fork Mountain
- Hopewell
- Loyston
- Morganton
- Olympus
- Rhea Springs
- Wasp
- Wheat

### Texas

#### A đến D
| - Acala, Texas - Acme, Texas - Adkins, Texas - Adobes, Texas - Adobe Walls, Texas - Albuquerque, Texas - Aldridge, Texas - Allamore, Texas - Alum, Texas - Anarene, Texas - Arden, Texas - Arispe, Texas - Aransas City, Texas - Audra, Texas - Auburn, Texas - Audubon, Texas - Ayres, Texas - Bankersmith, Texas - Bartonsite, Texas - Belcherville, Texas - Belknap, Texas - Belle Plain, Texas - Belzora, Texas - Ben Ficklin, Texas - Ben Wheeler, Texas - Benton City, Texas - Best, Texas - Bexar, Texas - Birdville, Texas - Bitter Creek, Texas - Boldtville, Texas - Bomarton, Texas - Boracho, Texas - Bragg, Texas - Brio Toxic, Texas - Britton, Texas - Bronco, Texas - Browning, Texas - Bryant Station, Texas - Burning Bush Colony, Texas - Caddo, Texas - Cain City, Texas - Calaveras, Texas - Calf Creek, Texas - Callahan City, Texas - Calliham, Texas - Camey Spur, Texas - Camp Verde, Texas - Canada Verde, Texas - Candelaria, Texas - Canyon City, Texas | - Caput, Texas - Carlton, Texas - Carpenter, Texas - Carta Valley, Texas - Carter, Texas - Casa Piedra, Texas - Castolon, Texas - Chalk Mountain, Texas - Cheapside, Texas - Chinati, Texas - Chinese Coal Mine, Texas - Chispa, Texas - Cibolo Settlement, Texas - Cincinnati, Texas - Clairemont, Texas - Clara, Texas - Clareville, Texas - Clinton, Texas - Coker, Texas - Cold Springs, Texas - Coles Settlement, Texas - College Mound, Texas - Comyn, Texas - Concrete, Texas - Cora, Texas - County Line, Texas - Crisp, Texas - Cryer Creek, Texas - Curry, Texas - Cuthbert, Texas - Dalby Springs, Texas - Darilek, Texas - Darwin, Texas - Decker, Texas - Deland, Texas - Denhawken, Texas - Desdemona, Texas - Dewees, Texas - Dias E Ocho Creek Camp, Texas - Dido, Texas - Dillon, Texas - Dixie, Texas - Doan's Crossing, Texas - Dodge City, Texas - Doole, Texas - Doseido Colony, Texas - Drumright, Texas - Dryden, Texas - Duffau, Texas - Dumas, Texas (quận Wood) - Dye Mound, Texas |

#### E đến H
| - Eagle Creek, Texas - Eagle Nest, Texas - Elizabethtown, Texas - Estacado, Texas - Etholen, Texas - Etna, Texas - Fairview, Texas - Farewell, Texas - Farmer, Texas - Fasken, Texas - Fastrill, Texas - Flora, Texas - Fort Belknap, Texas - Fort Griffin, Texas - Fort Holland, Texas - Fort Martin Scott, Texas - Fort McKavett, Texas - Fort Oldham, Texas - Fort Phantom, Texas - Fort Quitman, Texas - Fratt, Texas - Frio Town, Texas - Frosa, Texas - Fry, Texas - Fuqua, Texas | - Gansel, Texas - Gay Hill, Texas - Ghent, Texas - Girvin, Texas - Glenrio, Texas - Goforth, Texas - Goshen, Texas - Grapetown, Texas - Grass Pond Colony, Texas - Graytown, Texas - Gruene, Texas - Gulf, Texas - Gunsight, Texas - Hackberry, Texas - Hagerman, Texas - Hale City, Texas - Haslam, Texas - Hayrick, Texas - Helena, Texas - Helmic, Texas - Hickory Flats, Texas - Hide Town, Texas - Higgins Gap, Texas - Hot Springs, Texas - Huff, Texas - Hughes, Texas - Huron, Texas |

#### I đến L
| - Illinois Bend, Texas - Independence, Texas - Indianola, Texas - Indio, Texas - Ireland, Texas - Iron Bridge, Texas - Islitas, Texas - Jakes Colony, Texas - Jermyn, Texas - Jewel, Texas - Jimkurn, Texas - Jim Town, Texas - Joinerville, Texas - Jonesboro, Texas - Jud, Texas - Juno, Texas - Justiceburg, Texas - Karlshaven, Texas - Kellyville, Texas - Kelm, Texas - Kelsey, Texas - Kelso, Texas - Kent, Texas - Kicaster, Texas - Kimball, Texas - Kingsmill, Texas - Kirk, Texas - Knight, Texas - Knoxville, Texas - Kosciusko, Texas | - La Casa, Texas - La Lomita, Texas - La Plata, Texas - La Reunion, Texas - Lajitas, Texas - Langtry, Texas - Las Cabras, Texas - Las Islas, Texas - Larissa, Texas - Laurelia, Texas - Lawson, Texas - Leesville, Texas - Lemonville, Texas - Levita, Texas - Linville, Texas - Lobo, Texas - Locker, Texas - Lodi, Texas - Loire, Texas - Loma Vista, Texas - Lone Oak Community, Texas - Longfellow, Texas - Lookout Valley, Texas - Los Ojuelos, Texas - Lowell, Texas - Loyal Valley, Texas - Luxello, Texas - Lyra, Texas - Lytton Springs, Texas - Luckenbach, Texas |

#### M đến O
| - Macksville, Texas - Madera Springs, Texas - Manda, Texas - Mangum, Texas - Manning, Texas - Mantua, Texas - Marcelina, Texas - Marysville, Texas - Maxdale, Texas - McGirk, Texas - Medicine Mound, Texas - Mendota, Texas - Mentone, Texas - Mesquite, Texas (Quận Borden) - Millville, Texas - Mineral Springs, Texas - Minters Chaple, Texas - Mobeetie, Texas - Monthalia, Texas - Morales, Texas - Mormon Mill, Texas - Morris Ranch, Texas - Mustang Prairie, Texas | - Naaman, Texas - Narcisso, Texas - Neuse Store, Texas - New Gulf, Texas - Newport, Texas - New Birmingham, Texas - New Sweden, Texas - Nix, Texas - Nockenut, Texas - Nogal, Texas - Norfleet, Texas - Oakland, Texas - Ochoa, Texas - O'Daniel, Texas - Odds, Texas - Ohio, Texas - Ojo de Veranda, Texas - Old Gomez, Texas - Olga, Texas - Olmos, Texas - Orla, Texas - Orlena, Texas - Otis Chalk, Texas |

#### P đến R
| - Padgett, Texas - Pandale, Texas - Pandora, Texas - Park Springs, Texas - Paso Real, Texas - Peach Tree Village, Texas - Pear Valley, Texas - Penick, Texas - Perico, Texas - Pescadito, Texas - Peyton Colony, Texas - Phelan, Texas - Phillips, Texas - Pilares, Texas - Pine Spring, Texas - Plata, Texas - Plemons, Texas - Plummer Crossing, Texas - Poesta, Texas - Porterville, Texas - Port Sullivan, Texas - Porvenir, Texas - Praha, Texas - Preston, Texas - Princeton, Quận Newton, Texas | - Pringle, Texas - Proffitt, Texas - Pumpville, Texas - Pyote, Texas - Quigley, Texas - Quihi, Texas - Quincy, Texas - Rath City, Texas - Rattlesnake Bomber Base, Texas - Rayner, Texas - Red Barn, Texas - Red River Station, Texas - Remlig, Texas - Retrieve, Texas - Ridout, Texas - Rooster Springs, Texas - Ross City, Texas - Ruidosa, Texas - Runnels City, Texas - Rustler Springs, Texas |

#### S đến T
| - Salona, Texas - Salt Branch, Texas - Salt Flat, Texas - Salt Gap, Texas - Samfordyce, Texas - Sanco, Texas - Sandy Hills, Texas - Santa Helena, Texas - Santa Rita, Texas - Santo Tomás, Texas - Saspamco, Texas - Savage, Texas - Senterfitt, Texas - Shafter, Texas - Shafter Lake, Texas - Shannon, Texas - Sher-han, Texas - Sherwood, Texas - Signal Hill, Texas - Silver, Texas - Sipe Springs, Texas - Sivells Bend, Texas - Slide, Texas - Smeltertown, Texas - Smithfield, Texas - Soash, Texas - Spanish Fort, Texas - Spurlin, Texas - St. Marys, Texas - Starrville, Texas - Sterling, Texas - Steward's Mill, Texas - Stiles, Texas | - Sulphuria, Texas - Sumpter, Texas - Sunnyside, Texas - Sutherland Springs - Swartwout, Texas - Sweet Home, Texas - Tarrant, Texas - Tarver, Texas - Tascosa, Texas - Tee Pee City, Texas - Tehuacana, Texas - Telegraph, Texas - Telico, Texas - Terlingua, Texas - Texana, Texas - Texla, Texas - Texon, Texas - The Grove, Texas - Theney, Texas - Three Oaks, Texas - Thurber, Texas - Tokio, Texas - Tolbert, Texas (Quận Wilbarger) - Towash, Texas - Toyah, Texas - Toyahvale, Texas - Trickham, Texas - Tucker, Texas - Tuckertown, Texas - Tuff, Texas - Tuleta, Texas - Turpentine, Texas |

#### U đến Z
| - Union Valley, Quận Wilson, Texas - Unity, Texas - Upland, Texas - Upton, Texas - Utica, Texas - Vandenburg, Texas - Vernal, Texas - Vieja Springs, Texas - Virginia City, Texas - Washington-On-The-Brazos, Texas - Watson, Texas - Wenasco, Texas - White City, Texas - White Way, Texas - Who'd Thought It, Texas | - Whon, Texas - Wild Cat Bluff, Texas - Williams Ranch, Texas - Winkleman, Texas - Wintergreen, Texas - Yegua, Texas - Zeirath, Texas - Ziler, Texas - Zorn, Texas - Zella, Texas - Zuehl, Texas |

### Utah
| - Ajax - Alunite - Argyle - Asay - Bingham Canyon - Black Rock (Quận bMillard) - Blacks Fork - Blue Creek - Bridgeport - Bullion - Bullionville - Caineville - Castle Gate - Castleton - Cisco - Clarion - Clear Lake - Coal City - Colton - Connellsville - Desert Lake - Dewey - Diamond - Dividend - Dover - Dragon - Duncan's Retreat - Dyer - Eagle City - Elgin - Fish Springs - Forest City - Frisco - Fruita - Georgetown - Giles - Gold Hill | - Grafton - Grass Creek - Greendale - Hailstone - Hale - Hamblin - Harper - Harrisburg - Hebron - Hiawatha - Homansville - Home of Truth - Ingersoll - Iosepa - Iron City - Jackson - Johnson - Keetley - Kelton - Kimberly - Kiz - Knightsville - La Plata - Lark - Latuda - Lincoln - Linwood - Lucin - Lund - Mammoth - McCornick - Mercur - Mill Fork - Miners Basin - Modena - Modoc | - Mohrland - Mosida - National - Newhouse - Paria - Peerless - Priesthood Camp - Rainbow - Rockport - Round Valley - Royal - Russian Settlement - Sage Creek - Scranton - Sego - Silver City - Silver Reef - Soldier Summit - Spring Canyon - Standardville - Sulphurdale - Terrace - Thistle - Tucker - Upper Kanab - Verdure - Victor - Vipont - Wahsatch - Washakie - Watson - Wattis - Welby - Widtsoe - Winter Quarters - Woodside - Yost |

### Vermont
- Glastenbury
- Lewiston
- Ricker Basin
- Smith Family Farms
- Somerset

### Virginia
- Bigler's Mill
- Ca Ira
- Elko Tract
- Falling Creek
- Jamestown
- Lackey
- Lignite
- Potomac
- Warwick
- Westham

### Washington
- Ainsworth[24]
- Alpine
- Attalia[24]
- Baird
- Blewett[1][24]
- Bodie[1][24]
- Bolster[1]
- Bordeaux
- Bossburg[24]
- Chesaw[1][24]
- Curlew[24]
- Disautel[1]
- Doty
- Dryad
- Elberton[24]
- Fairfax
- Franklin
- Frankfort
- Goshen
- Grisdale
- Hanford
- Havillah[1][24]
- Hot Springs
- Kennedy
- Kopiah
- Krain
- Lester
- Liberty[1][24]
- Malone
- McCormick
- Melmont
- Molson[1][24]
- Monohon
- Monte Cristo
- Nagrom
- Old Torodah[1][24]
- Orient[24]
- Osceola
- Thành phố Pinkney[24]
- Queets[24]
- Thành phố Ruby 48°29′52″B 119°43′34″T / 48,49778°B 119,72611°T, Không phải Ruby trong Quận Pend Oreille[24]
- Seabeck[24]
- Sheridan[1]
- Thành phố Skagit[24]
- Tono
- Trinidad
- Trinity
- Vail
- Walville
- Wellington[24]
- Weston
- White Bluffs

### Tây Virginia
- Blue Sulphur Springs
- Brink
- Devon
- Eagle
- Freed
- Goodwill
- Jerryville
- Layland
- Lobelia
- Pearlytown
- Putney
- Rutherford
- Sewell
- Stotesbury
- Thurmond
- Virginius Island

### Wisconsin
- Aurora
- Khu định cự Muskego
- Nya Upsala
- Ranney
- Ulao

### Wyoming
- Thành phố Atlantic[1]
- Benton[1]
- Bessemer
- Bryan
- Thị trấn Carbon Timber[1]
- The Duncan[1]
- Fort Steele[1]
- Hecla
- Thành phố Jeffrey
- Jireh
- Kane
- Lewiston[1]
- Lost Springs
- Miner's Delight[1]
- Pacific Springs[1]
- Piedmont
- Thành phố South Pass[1]
- Sherman
- Thị trấn Tubb
- Van Tassell
- Walcott[1]

## Khôi phục và sử dụng
Một số ghost town còn giữ được những kiến trúc cũ đã được thiết kế để trở thành những điểm tham quan. Ghost town cũng là bối cảnh của nhiều bộ phim kinh dị của Hollywood, như Silent Hill (phim), Ghost Town (phim), House of Wax.